# Cappella di Santa Maria a Colle Lupo
La cappella di Santa Maria a Colle di Lupo è una chiesa nel comune di Magliano in Toscana.

## Storia
La cappella fu eretta per volontà del conte Gino Ghezzi in onore e in memoria della zia la N.D. Adele Franceschi e fu inaugurata il 9 giugno 1932.

## Descrizione
La sua ubicazione è presso lo storico complesso della Fattoria di Colle di Lupo, presso l'omonima località nella parte orientale del territorio comunale.
La cappella si presenta in stile neoclassico, con una caratteristica pianta circolare preceduta e seguita lungo lo stesso asse da due avancorpi, di cui uno breve anteriore e uno lungo posteriore.
Le strutture murarie esterne si presentano interamente rivestite in blocchi di pietra, con varie monofore ad arco tondo che si aprono lungo le pareti esterne laterali e attorno al tiburio della cupola circolare. Sul tetto dell'avancorpo posteriore di forma più allungata si eleva un campanile a vela che include le celle campanarie.
Il portale d'ingresso rettangolare architravato e modanato, preceduto da una serie di gradini, si apre presso il centro dell'avancorpo anteriore che si presenta sotto forma di pronao. L'architrave del portale costituisce la base per l'arco che racchiude un'ampia lunetta in cui si aprono tre monofore, anch'esse ad arco tondo, delle quali la centrale risulta più alta rispetto alle laterali.
L'interno, ad aula unica, è caratterizzato dalla presenza di una serie di colonne a sezione circolare, che nell'insieme costituiscono la base degli archi a tutto sesto sui quali trova appoggio il tiburio della cupola circolare.